# Janusz Ratajczak
Janusz Ratajczak (ur. 10 grudnia 1929 w Miasteczku Krajeńskim, zm. 4 lutego 1992 w Gdyni) – polski lekkoatleta, skoczek w dal.
Wystąpił w skoku w dal na mistrzostwach Europy w 1954 w Bernie, gdzie w finale zajął 8. miejsce z wynikiem 7,23 m. Był trzykrotnym medalistą mistrzostw Polski: złotym w skoku w dal w 1954 oraz brązowym w skoku w dal w 1953 i w sztafecie 4 × 100 m w 1955.
Rekord życiowy Ratajczaka w skoku w dal wynosił 7,36 m (21 lipca 1954, Warszawa).
Był zawodnikiem Ogniwa Cieszyn i Kolejarza Piotrowice.
Został pochowany na Cmentarzu komunalnym w Sopocie (sektor N3_II, rząd 7 nr grobu 41).